# 南鮑爾斯 (特拉華州)
南鮑爾斯（英語：South Bowers）是位於美國特拉華州肯特縣的一個非建制地區。該地的面積和人口皆未知。

## 地理
南鮑爾斯的座標為39°03′26″N 75°23′51″W / 39.05722°N 75.39750°W，而該地的平均海拔高度為1米（即3英尺）。